# Saint-Vincent-Jalmoutiers
Saint-Vincent-Jalmoutiers – miejscowość i gmina we Francji, w regionie Nowa Akwitania, w departamencie Dordogne.
Według danych na rok 1990 gminę zamieszkiwało 239 osób, a gęstość zaludnienia wynosiła 15 osób/km² (wśród 2290 gmin Akwitanii Saint-Vincent-Jalmoutiers plasuje się na 939. miejscu pod względem liczby ludności, natomiast pod względem powierzchni na miejscu 706.).